# WTA Tour 2015
Il WTA Tour 2015 è un insieme di tornei femminili di tennis organizzati dalla Women's Tennis Association (WTA).
Include i tornei del Grande Slam (organizzati in collaborazione con la International Tennis Federation), i Tornei WTA Premier, i Tornei WTA International, la Fed Cup (organizzata dall'ITF), il WTA Elite Trophy e il WTA Finals.

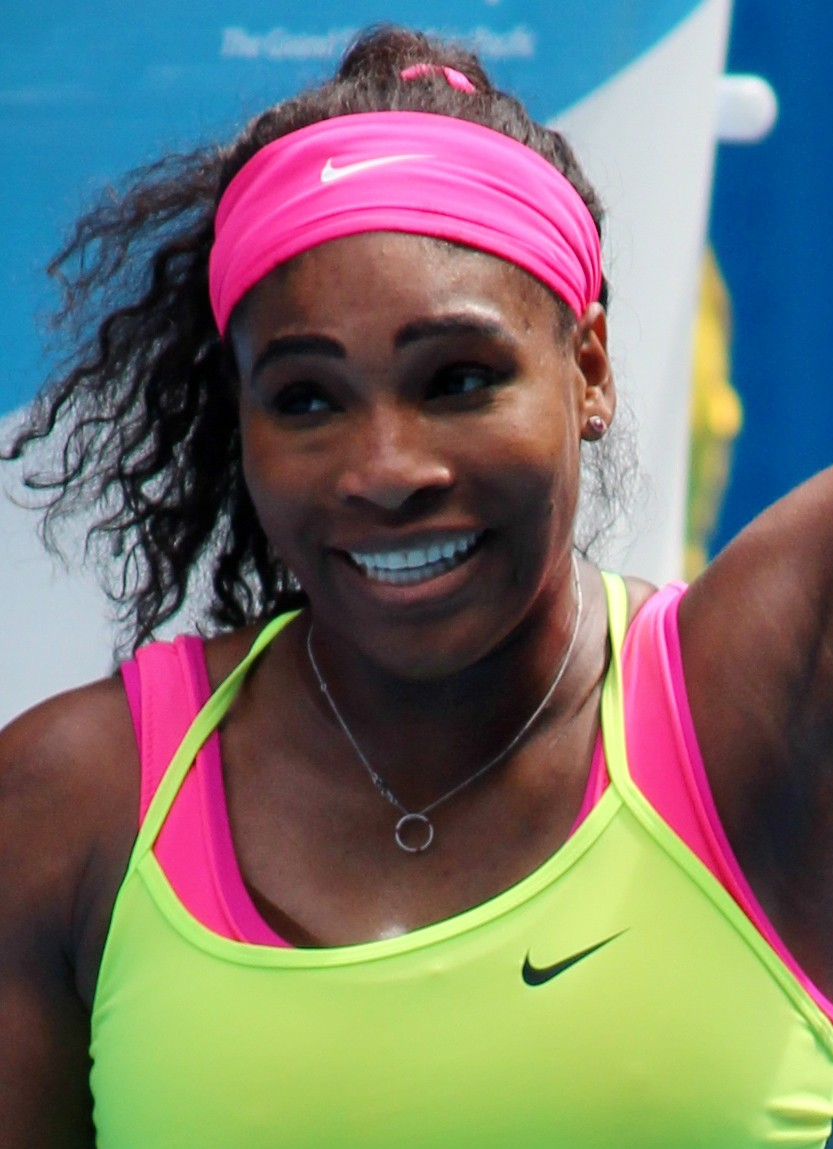
Serena Williams è la vincitrice dell'Australian Open, dell'Open di Francia e del Torneo di Wimbledon

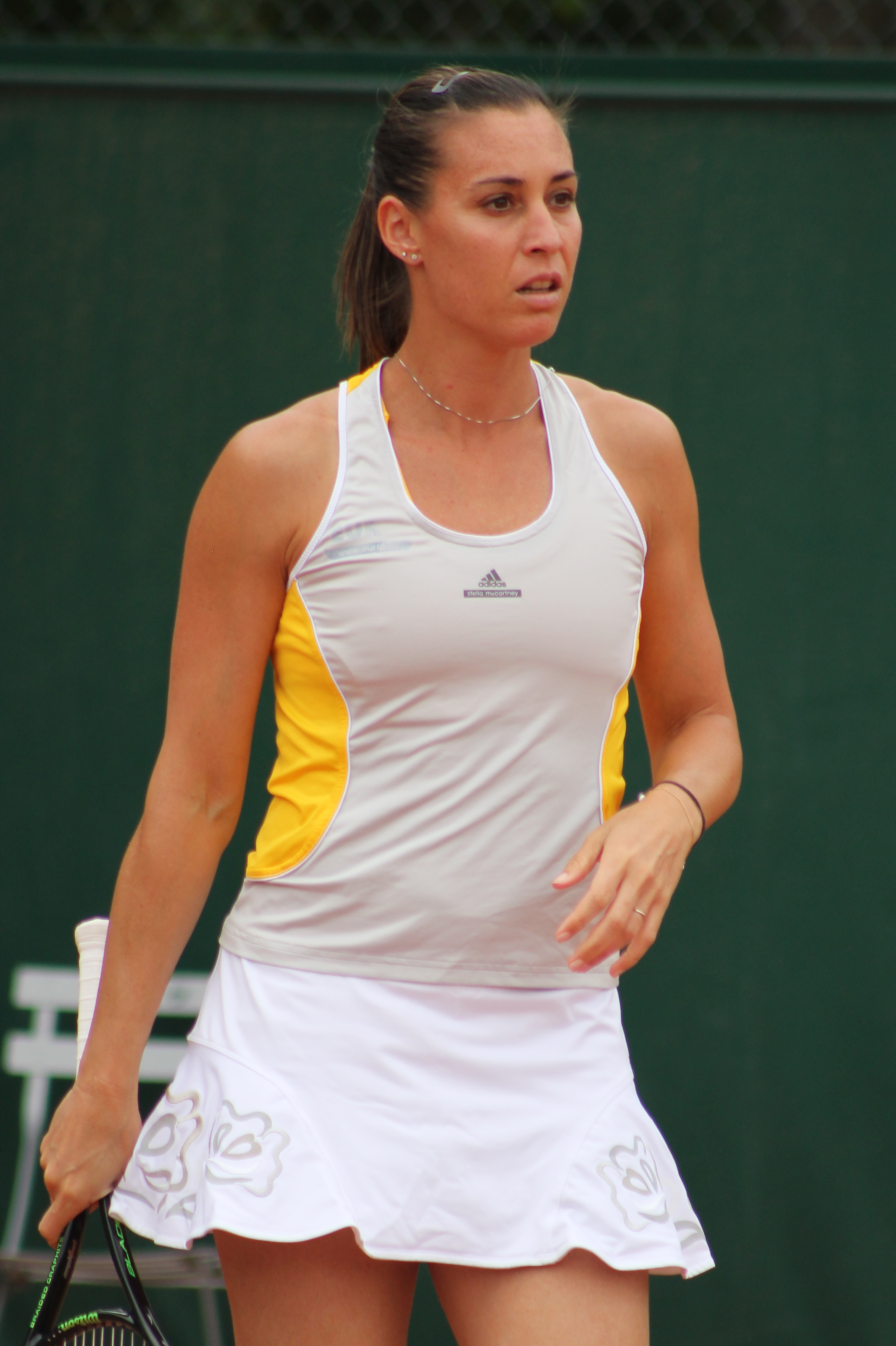
Flavia Pennetta è la vincitrice dell'US Open

## Calendario
Questo è il calendario completo degli eventi del 2015, con i risultati in progressione dai quarti di finale.
Legenda
| Grande Slam           |
| WTA Championship      |
| WTA Elite Trophy      |
| WTA Premier Mandatory |
| WTA Premier 5         |
| WTA Premier           |
| WTA International     |
| Torneo a squadre      |

### Gennaio
| Settimana             | Torneo | Campionesse                                       | Finaliste                           | Semifinaliste                                  | Eliminate ai quarti                                                                |
| --------------------- | --- | ------------------------------------------------- | ----------------------------------- | ---------------------------------------------- | ---------------------------------------------------------------------------------- |
| 5 gennaio             | Hopman Cup 2015 Perth, Australia Hopman Cup 1 000 000 $ - Cemento indoor - 8 teams (RR)                                            | Polonia 2-1                                       | Stati Uniti                         | Round Robin (Gruppo A) Rep. Ceca Canada Italia | Round Robin (Gruppo B) Francia Regno Unito Australia                               |
| 5 gennaio             | Brisbane International 2015 Brisbane, Australia WTA Premier 1 000 000 $ - Cemento - 30S/32Q/16D Singolare - Doppio                 | Marija Šarapova 6(4)–7, 6-3, 6-3                  | Ana Ivanović                        | Elina Svitolina Varvara Lepchenko              | Carla Suárez Navarro Angelique Kerber Alla Kudrjavceva Kaia Kanepi                 |
| 5 gennaio             | Brisbane International 2015 Brisbane, Australia WTA Premier 1 000 000 $ - Cemento - 30S/32Q/16D Singolare - Doppio                 | Martina Hingis Sabine Lisicki 6-2, 7-5            | Caroline Garcia Katarina Srebotnik  | Elina Svitolina Varvara Lepchenko              | Carla Suárez Navarro Angelique Kerber Alla Kudrjavceva Kaia Kanepi                 |
| 5 gennaio             | Shenzhen Open 2015 Shenzhen, Cina WTA International 500 000 $ - Cemento - 32S/16Q/16D Singolare - Doppio                           | Simona Halep 6-2, 6-2                             | Timea Bacsinszky                    | Zheng Saisai Petra Kvitová                     | Aleksandra Krunić Zarina Dijas Vera Zvonarëva Tereza Smitková                      |
| 5 gennaio             | Shenzhen Open 2015 Shenzhen, Cina WTA International 500 000 $ - Cemento - 32S/16Q/16D Singolare - Doppio                           | Ljudmyla Kičenok Nadežda Kičenok 6-4, 7–6(6)      | Liang Chen Wang Yafan               | Zheng Saisai Petra Kvitová                     | Aleksandra Krunić Zarina Dijas Vera Zvonarëva Tereza Smitková                      |
| 5 gennaio             | ASB Classic 2015 Auckland, Nuova Zelanda WTA International 250 000 $ - Cemento - 32S/32Q/16D Singolare - Doppio                    | Venus Williams 2-6, 6-3, 6-3                      | Caroline Wozniacki                  | Barbora Záhlavová-Strýcová Lauren Davis        | Julia Görges Coco Vandeweghe Elena Vesnina Urszula Radwańska                       |
| 5 gennaio             | ASB Classic 2015 Auckland, Nuova Zelanda WTA International 250 000 $ - Cemento - 32S/32Q/16D Singolare - Doppio                    | Sara Errani Roberta Vinci 6-2, 6-1                | Shūko Aoyama Renata Voráčová        | Barbora Záhlavová-Strýcová Lauren Davis        | Julia Görges Coco Vandeweghe Elena Vesnina Urszula Radwańska                       |
| 12 gennaio            | Apia International Sydney 2015 Sydney, Australia WTA Premier 731 000 $ - Cemento - 30S/48Q/16D Singolare - Doppio                  | Petra Kvitová 7–6(5), 7–6(6)                      | Karolína Plíšková                   | Angelique Kerber Cvetana Pironkova             | Carla Suárez Navarro Garbiñe Muguruza Barbora Záhlavová-Strýcová Jarmila Gajdošová |
| 12 gennaio            | Apia International Sydney 2015 Sydney, Australia WTA Premier 731 000 $ - Cemento - 30S/48Q/16D Singolare - Doppio                  | Bethanie Mattek-Sands Sania Mirza 6-3, 6-3        | Raquel Kops-Jones Abigail Spears    | Angelique Kerber Cvetana Pironkova             | Carla Suárez Navarro Garbiñe Muguruza Barbora Záhlavová-Strýcová Jarmila Gajdošová |
| 12 gennaio            | Hobart International 2015 Hobart, Australia WTA International 250 000 $ - Cemento - 32S/32Q/16D Singolare - Doppio                 | Heather Watson 6-3, 6-4                           | Madison Brengle                     | Kurumi Nara Alison Riske                       | Karin Knapp Camila Giorgi Roberta Vinci Zarina Dijas                               |
| 12 gennaio            | Hobart International 2015 Hobart, Australia WTA International 250 000 $ - Cemento - 32S/32Q/16D Singolare - Doppio                 | Kiki Bertens Johanna Larsson 7-5, 6-3             | Vitalija D'jačenko Monica Niculescu | Kurumi Nara Alison Riske                       | Karin Knapp Camila Giorgi Roberta Vinci Zarina Dijas                               |
| 19 gennaio 26 gennaio | Australian Open 2015 Melbourne, Australia Grande Slam 12 122 762 A$ - Cemento - 128S/96Q/64D/32X Singolare - Doppio - Doppio misto | Serena Williams 6-3, 7–6(5)                       | Marija Šarapova                     | Madison Keys Ekaterina Makarova                | Dominika Cibulková Venus Williams Simona Halep Eugenie Bouchard                    |
| 19 gennaio 26 gennaio | Australian Open 2015 Melbourne, Australia Grande Slam 12 122 762 A$ - Cemento - 128S/96Q/64D/32X Singolare - Doppio - Doppio misto | Bethanie Mattek-Sands Lucie Šafářová 6-4, 7–6(5). | Chan Yung-jan Zheng Jie             | Madison Keys Ekaterina Makarova                | Dominika Cibulková Venus Williams Simona Halep Eugenie Bouchard                    |
| 19 gennaio 26 gennaio | Australian Open 2015 Melbourne, Australia Grande Slam 12 122 762 A$ - Cemento - 128S/96Q/64D/32X Singolare - Doppio - Doppio misto | Martina Hingis Leander Paes 6-4, 6-3              | Kristina Mladenovic Daniel Nestor   | Madison Keys Ekaterina Makarova                | Dominika Cibulková Venus Williams Simona Halep Eugenie Bouchard                    |

### Febbraio
| Settimana   | Torneo | Campionesse                                                                 | Finaliste                                                 | Semifinaliste                                | Eliminate ai quarti                                                      |
| ----------- | --- | --------------------------------------------------------------------------- | --------------------------------------------------------- | -------------------------------------------- | ------------------------------------------------------------------------ |
| 2 febbraio  | Fed Cup 2015 Quarti di finale Québec, Canada, Cemento (i) Genova, Italia, Terra Rossa (i) Cracovia, Polonia, Cemento (i) Stoccarda, Germania, Cemento (i) | Vincenti quarti di finale Rep. Ceca 4-0 Francia 3-2 Russia 4-0 Germania 4-1 | Perdenti quarti di finale Canada Italia Polonia Australia |                                              |                                                                          |
| 9 febbraio  | Proximus Diamond Games 2015 Anversa, Belgio WTA Premier 731 000 $ - Cemento indoor - 28S/32Q/16D Singolare - Doppio                                       | Andrea Petković Walkover                                                    | Carla Suárez Navarro                                      | Barbora Záhlavová-Strýcová Karolína Plíšková | Mona Barthel Dominika Cibulková Lucie Šafářová Francesca Schiavone       |
| 9 febbraio  | Proximus Diamond Games 2015 Anversa, Belgio WTA Premier 731 000 $ - Cemento indoor - 28S/32Q/16D Singolare - Doppio                                       | Anabel Medina Garrigues Arantxa Parra Santonja 6–4, 3–6, [10–5]             | An-Sophie Mestach Alison Van Uytvanck                     | Barbora Záhlavová-Strýcová Karolína Plíšková | Mona Barthel Dominika Cibulková Lucie Šafářová Francesca Schiavone       |
| 9 febbraio  | PTT Pattaya Open 2015 Pattaya, Thailandia WTA International 250 000 $ - Cemento - 32S/16Q/16D Singolare - Doppio                                          | Daniela Hantuchová 3–6, 6–3, 6–4                                            | Ajla Tomljanović                                          | Mónica Puig Marina Eraković                  | Misaki Doi Evgenija Rodina Duan Yingying Vera Zvonarëva                  |
| 9 febbraio  | PTT Pattaya Open 2015 Pattaya, Thailandia WTA International 250 000 $ - Cemento - 32S/16Q/16D Singolare - Doppio                                          | Chan Hao-ching Chan Yung-jan 2–6, 6–4, [10–3]                               | Shūko Aoyama Tamarine Tanasugarn                          | Mónica Puig Marina Eraković                  | Misaki Doi Evgenija Rodina Duan Yingying Vera Zvonarëva                  |
| 16 febbraio | Dubai Tennis Championships 2015 Dubai, Emirati Arabi WTA Premier 5 2 513 000 $ - cemento - 54S/32Q/28D Singolare - Doppio                                 | Simona Halep 6-4, 7–6(4)                                                    | Karolína Plíšková                                         | Caroline Wozniacki Garbiñe Muguruza          | Ekaterina Makarova Flavia Pennetta Lucie Šafářová Carla Suárez Navarro   |
| 16 febbraio | Dubai Tennis Championships 2015 Dubai, Emirati Arabi WTA Premier 5 2 513 000 $ - cemento - 54S/32Q/28D Singolare - Doppio                                 | Tímea Babos Kristina Mladenovic 6-3, 6-2                                    | Garbiñe Muguruza Carla Suárez Navarro                     | Caroline Wozniacki Garbiñe Muguruza          | Ekaterina Makarova Flavia Pennetta Lucie Šafářová Carla Suárez Navarro   |
| 16 febbraio | Rio Open 2015 Rio de Janeiro, Brasile WTA International 250 000 $ - Terra rossa - 32S/16Q/16D Singolare - Doppio                                          | Sara Errani 7–6(2), 6-1                                                     | Anna Schmiedlová                                          | Johanna Larsson Irina-Camelia Begu           | Beatriz Haddad Maia Dinah Pfizenmaier Verónica Cepede Royg Julia Glushko |
| 16 febbraio | Rio Open 2015 Rio de Janeiro, Brasile WTA International 250 000 $ - Terra rossa - 32S/16Q/16D Singolare - Doppio                                          | Ysaline Bonaventure Rebecca Peterson 3-0r                                   | Irina-Camelia Begu María Irigoyen                         | Johanna Larsson Irina-Camelia Begu           | Beatriz Haddad Maia Dinah Pfizenmaier Verónica Cepede Royg Julia Glushko |
| 23 febbraio | Qatar Total Open 2015 Doha, Qatar WTA Premier 731 000 $ - Cemento - 28S/32Q/16D Singolare - Doppio                                                        | Lucie Šafářová 6-4, 6-3                                                     | Viktoryja Azaranka                                        | Carla Suárez Navarro Venus Williams          | Petra Kvitová Andrea Petković Agnieszka Radwańska Caroline Wozniacki     |
| 23 febbraio | Qatar Total Open 2015 Doha, Qatar WTA Premier 731 000 $ - Cemento - 28S/32Q/16D Singolare - Doppio                                                        | Raquel Kops-Jones Abigail Spears 6-4, 6-4                                   | Hsieh Su-wei Sania Mirza                                  | Carla Suárez Navarro Venus Williams          | Petra Kvitová Andrea Petković Agnieszka Radwańska Caroline Wozniacki     |
| 23 febbraio | Abierto Mexicano de Tenis 2015 Acapulco, Messico WTA International 250 000 $ - Cemento - 32S/32Q/16D Singolare - Doppio                                   | Timea Bacsinszky 6-3, 6-0                                                   | Caroline Garcia                                           | Marija Šarapova Sesil Karatančeva            | Magdaléna Rybáriková Mirjana Lučić-Baroni Johanna Larsson Mónica Puig    |
| 23 febbraio | Abierto Mexicano de Tenis 2015 Acapulco, Messico WTA International 250 000 $ - Cemento - 32S/32Q/16D Singolare - Doppio                                   | Lara Arruabarrena María Teresa Torró Flor 7–6(2), 5-7, [13-11]              | Andrea Hlaváčková Lucie Hradecká                          | Marija Šarapova Sesil Karatančeva            | Magdaléna Rybáriková Mirjana Lučić-Baroni Johanna Larsson Mónica Puig    |

### Marzo
| Settimana         | Torneo | Campionesse                                         | Finaliste                            | Semifinaliste                  | Eliminate ai quarti                                                                 |
| ----------------- | --- | --------------------------------------------------- | ------------------------------------ | ------------------------------ | ----------------------------------------------------------------------------------- |
| 2 marzo           | Monterrey Open 2015 Monterrey, Messico WTA International 500 000 $ - Cemento - 32S/32Q/16D Singolare - Doppio                 | Timea Bacsinszky 4–6, 6–2, 6–4                      | Caroline Garcia                      | Ana Ivanović Sara Errani       | Kristina Mladenovic Magdaléna Rybáriková Urszula Radwańska Anastasija Pavljučenkova |
| 2 marzo           | Monterrey Open 2015 Monterrey, Messico WTA International 500 000 $ - Cemento - 32S/32Q/16D Singolare - Doppio                 | Gabriela Dabrowski Alicja Rosolska 6–3, 2–6, [10–3] | Anastasija Rodionova Arina Rodionova | Ana Ivanović Sara Errani       | Kristina Mladenovic Magdaléna Rybáriková Urszula Radwańska Anastasija Pavljučenkova |
| 2 marzo           | BMW Malaysian Open 2015 Kuala Lumpur, Malaysia WTA International 250 000 $ - Cemento - 32S/32Q/16D Singolare - Doppio         | Caroline Wozniacki 4–6, 6–2, 6–1                    | Alexandra Dulgheru                   | Hsieh Su-wei Jarmila Gajdošová | Carina Witthöft Elizaveta Kuličkova Kurumi Nara Julia Görges                        |
| 2 marzo           | BMW Malaysian Open 2015 Kuala Lumpur, Malaysia WTA International 250 000 $ - Cemento - 32S/32Q/16D Singolare - Doppio         | Liang Chen Wang Yafan 4–6, 6–3, [10–4]              | Julija Bejhel'zymer Ol'ga Savčuk     | Hsieh Su-wei Jarmila Gajdošová | Carina Witthöft Elizaveta Kuličkova Kurumi Nara Julia Görges                        |
| 9 marzo 16 marzo  | Indian Wells Open 2015 Indian Wells, Stati Uniti WTA Premier Mandatory 5 185 625 $ - Cemento - 96S/48Q/32D Singolare - Doppio | Simona Halep 2-6, 7-5, 6-4                          | Jelena Janković                      | Serena Williams Sabine Lisicki | Timea Bacsinszky Carla Suárez Navarro Lesja Curenko Flavia Pennetta                 |
| 9 marzo 16 marzo  | Indian Wells Open 2015 Indian Wells, Stati Uniti WTA Premier Mandatory 5 185 625 $ - Cemento - 96S/48Q/32D Singolare - Doppio | Martina Hingis Sania Mirza 6-3, 6-4                 | Ekaterina Makarova Elena Vesnina     | Serena Williams Sabine Lisicki | Timea Bacsinszky Carla Suárez Navarro Lesja Curenko Flavia Pennetta                 |
| 23 marzo 30 marzo | Miami Open 2015 Miami, Stati Uniti WTA Premier Mandatory 5 185 625 $ - Cemento - 96S/48Q/32D Singolare - Doppio               | Serena Williams 6-2, 6-0                            | Carla Suárez Navarro                 | Simona Halep Andrea Petković   | Sabine Lisicki Sloane Stephens Venus Williams Karolína Plíšková                     |
| 23 marzo 30 marzo | Miami Open 2015 Miami, Stati Uniti WTA Premier Mandatory 5 185 625 $ - Cemento - 96S/48Q/32D Singolare - Doppio               | Martina Hingis Sania Mirza 7-5, 6-1                 | Ekaterina Makarova Elena Vesnina     | Simona Halep Andrea Petković   | Sabine Lisicki Sloane Stephens Venus Williams Karolína Plíšková                     |

### Aprile
| Settimana | Torneo | Campionesse                                                   | Finaliste                             | Semifinaliste                                 | Eliminate ai quarti                                                   |
| --------- | --- | ------------------------------------------------------------- | ------------------------------------- | --------------------------------------------- | --------------------------------------------------------------------- |
| 6 aprile  | Family Circle Cup 2015 Charleston, Stati Uniti WTA Premier 731 000 $ - Terra verde - 56S/32Q/16D Singolare - Doppio                         | Angelique Kerber 6-2, 4-6, 7-5                                | Madison Keys                          | Lucie Hradecká Andrea Petković                | Lauren Davis Sara Errani Danka Kovinić Irina-Camelia Begu             |
| 6 aprile  | Family Circle Cup 2015 Charleston, Stati Uniti WTA Premier 731 000 $ - Terra verde - 56S/32Q/16D Singolare - Doppio                         | Martina Hingis Sania Mirza 6-0, 6-4                           | Casey Dellacqua Darija Jurak          | Lucie Hradecká Andrea Petković                | Lauren Davis Sara Errani Danka Kovinić Irina-Camelia Begu             |
| 6 aprile  | Katowice Open 2015 Katowice, Polonia WTA International 250 000 $ - Cemento indoor - 32S/32Q/16D Singolare - Doppio                          | Anna Karolína Schmiedlová 6-4, 6-3                            | Camila Giorgi                         | Alison Van Uytvanck Agnieszka Radwańska       | Klára Koukalová Elizaveta Kuličkova Kirsten Flipkens Alizé Cornet     |
| 6 aprile  | Katowice Open 2015 Katowice, Polonia WTA International 250 000 $ - Cemento indoor - 32S/32Q/16D Singolare - Doppio                          | Ysaline Bonaventure Demi Schuurs 7-5, 4-6, [10-6]             | Gioia Barbieri Karin Knapp            | Alison Van Uytvanck Agnieszka Radwańska       | Klára Koukalová Elizaveta Kuličkova Kirsten Flipkens Alizé Cornet     |
| 13 aprile | Fed Cup 2015 Semifinali Ostrava, Rep. Ceca, Cemento Soči, Russia, Terra rossa (i)                                                           | Vincenti semifinali: Rep. Ceca 3-1 Russia 3-2                 | Perdenti semifinali: Francia Germania |                                               |                                                                       |
| 13 aprile | Claro Open Colsanitas 2015 Bogotà, Colombia WTA International 250 000 $ - Terra rossa - 32S/32Q/16D Singolare - Doppio                      | Teliana Pereira 7–6(2), 6–1                                   | Jaroslava Švedova                     | Elina Svitolina Mariana Duque Mariño          | Irina Falconi Lourdes Domínguez Lino Julia Glushko Mónica Puig        |
| 13 aprile | Claro Open Colsanitas 2015 Bogotà, Colombia WTA International 250 000 $ - Terra rossa - 32S/32Q/16D Singolare - Doppio                      | Paula Cristina Gonçalves Beatriz Haddad Maia 6–3, 3–6, [10–6] | Irina Falconi Shelby Rogers           | Elina Svitolina Mariana Duque Mariño          | Irina Falconi Lourdes Domínguez Lino Julia Glushko Mónica Puig        |
| 20 aprile | Porsche Tennis Grand Prix 2015 Stoccarda, Germania WTA Premier 710 000 $ - Terra rossa indoor - 28S/32Q/16D Singolare - Doppio              | Angelique Kerber 3-6, 6-1, 7-5                                | Caroline Wozniacki                    | Madison Brengle Simona Halep                  | Ekaterina Makarova Caroline Garcia Carla Suárez Navarro Sara Errani   |
| 20 aprile | Porsche Tennis Grand Prix 2015 Stoccarda, Germania WTA Premier 710 000 $ - Terra rossa indoor - 28S/32Q/16D Singolare - Doppio              | Bethanie Mattek-Sands Lucie Šafářová 6-4, 6-3                 | Caroline Garcia Katarina Srebotnik    | Madison Brengle Simona Halep                  | Ekaterina Makarova Caroline Garcia Carla Suárez Navarro Sara Errani   |
| 27 aprile | Grand Prix SAR La Princesse Lalla Meryem 2015 Marrakech, Marocco WTA International 250 000 $ - Terra rossa - 32S/32Q/16D Singolare - Doppio | Elina Svitolina 7-5, 7–6(3)                                   | Tímea Babos                           | Kristina Mladenovic Anna Karolína Schmiedlová | Lara Arruabarrena Vecino Flavia Pennetta Karin Knapp Timea Bacsinszky |
| 27 aprile | Grand Prix SAR La Princesse Lalla Meryem 2015 Marrakech, Marocco WTA International 250 000 $ - Terra rossa - 32S/32Q/16D Singolare - Doppio | Tímea Babos Kristina Mladenovic 6-1, 7–6(5)                   | Laura Siegemund Maryna Zanevs'ka      | Kristina Mladenovic Anna Karolína Schmiedlová | Lara Arruabarrena Vecino Flavia Pennetta Karin Knapp Timea Bacsinszky |
| 27 aprile | J&T Banka Prague Open 2015 Praga, Repubblica Ceca WTA International 250 000 $ - Terra rossa - 32S/32Q/16D Singolare - Doppio                | Karolína Plíšková 4-6, 7-5, 6-3                               | Lucie Hradecká                        | Yanina Wickmayer Kateřina Siniaková           | Denisa Allertová Danka Kovinić Barbora Strýcová Klára Koukalová       |
| 27 aprile | J&T Banka Prague Open 2015 Praga, Repubblica Ceca WTA International 250 000 $ - Terra rossa - 32S/32Q/16D Singolare - Doppio                | Belinda Bencic Kateřina Siniaková 6-2, 6-2                    | Kateryna Bondarenko Eva Hrdinová      | Yanina Wickmayer Kateřina Siniaková           | Denisa Allertová Danka Kovinić Barbora Strýcová Klára Koukalová       |

### Maggio
| Settimana           | Torneo | Campionesse                                           | Finaliste                             | Semifinaliste                      | Eliminate ai quarti                                                       |
| ------------------- | --- | ----------------------------------------------------- | ------------------------------------- | ---------------------------------- | ------------------------------------------------------------------------- |
| 4 maggio            | Mutua Madrid Open 2015 Madrid, Spagna WTA Premier Mandatory 4 942 700 € - Terra rossa - 64S/32Q/28D Singolare - Doppio           | Petra Kvitová 6–1, 6–2                                | Svetlana Kuznecova                    | Serena Williams Marija Šarapova    | Carla Suárez Navarro Irina-Camelia Begu Caroline Wozniacki Lucie Šafářová |
| 4 maggio            | Mutua Madrid Open 2015 Madrid, Spagna WTA Premier Mandatory 4 942 700 € - Terra rossa - 64S/32Q/28D Singolare - Doppio           | Casey Dellacqua Jaroslava Švedova 6–3, 6(4)–7, [10–5] | Garbiñe Muguruza Carla Suárez Navarro | Serena Williams Marija Šarapova    | Carla Suárez Navarro Irina-Camelia Begu Caroline Wozniacki Lucie Šafářová |
| 11 maggio           | Internazionali d'Italia 2015 Roma, Italia WTA Premier 5 2 513 000 $ - Terra rossa - 56S/32Q/28D Singolare - Doppio               | Marija Šarapova 4–6, 7–5, 6–1                         | Carla Suárez Navarro                  | Dar'ja Gavrilova Simona Halep      | Christina McHale Viktoryja Azaranka Petra Kvitová Alexandra Dulgheru      |
| 11 maggio           | Internazionali d'Italia 2015 Roma, Italia WTA Premier 5 2 513 000 $ - Terra rossa - 56S/32Q/28D Singolare - Doppio               | Tímea Babos Kristina Mladenovic 6–4, 6–3              | Martina Hingis Sania Mirza            | Dar'ja Gavrilova Simona Halep      | Christina McHale Viktoryja Azaranka Petra Kvitová Alexandra Dulgheru      |
| 18 maggio           | Nürnberger Versicherungscup 2015 Norimberga, Germania WTA International 250 000 $ - Terra rossa - 32S/32Q/16D Singolare - Doppio | Karin Knapp 7–6(5), 4–6, 6–1                          | Roberta Vinci                         | Lara Arruabarrena Angelique Kerber | Julija Putinceva Carina Witthöft Kurumi Nara Misaki Doi                   |
| 18 maggio           | Nürnberger Versicherungscup 2015 Norimberga, Germania WTA International 250 000 $ - Terra rossa - 32S/32Q/16D Singolare - Doppio | Chan Hao-ching Anabel Medina Garrigues 6–2, 7–6(5)    | Lara Arruabarrena Raluca Olaru        | Lara Arruabarrena Angelique Kerber | Julija Putinceva Carina Witthöft Kurumi Nara Misaki Doi                   |
| 18 maggio           | Internationaux de Strasbourg 2015 Strasburgo, Francia WTA International 250 000 $ - Terra rossa - 32S/32Q/16D Singolare - Doppio | Samantha Stosur 3–6, 6–2, 6–3                         | Kristina Mladenovic                   | Virginie Razzano Sloane Stephens   | Madison Keys Elena Vesnina Ajla Tomljanović Jelena Janković               |
| 18 maggio           | Internationaux de Strasbourg 2015 Strasburgo, Francia WTA International 250 000 $ - Terra rossa - 32S/32Q/16D Singolare - Doppio | Chuang Chia-jung Liang Chen 4–6, 6–4, [12–10]         | Nadežda Kičenok Zheng Saisai          | Virginie Razzano Sloane Stephens   | Madison Keys Elena Vesnina Ajla Tomljanović Jelena Janković               |
| 25 maggio 1º giugno | Open di Francia 2015 Parigi, Francia Grande Slam 11 315 740 $ - Terra rossa 128S/96Q/64D/32X Singolare - Doppio - Doppio misto   | Serena Williams 6-3, 6(5)–7, 6-2                      | Lucie Šafářová                        | Timea Bacsinszky Ana Ivanović      | Sara Errani Alison Van Uytvanck Elina Svitolina Garbiñe Muguruza          |
| 25 maggio 1º giugno | Open di Francia 2015 Parigi, Francia Grande Slam 11 315 740 $ - Terra rossa 128S/96Q/64D/32X Singolare - Doppio - Doppio misto   | Bethanie Mattek-Sands Lucie Šafářová 3-6, 6-4, 6-2.   | Casey Dellacqua Jaroslava Švedova     | Timea Bacsinszky Ana Ivanović      | Sara Errani Alison Van Uytvanck Elina Svitolina Garbiñe Muguruza          |
| 25 maggio 1º giugno | Open di Francia 2015 Parigi, Francia Grande Slam 11 315 740 $ - Terra rossa 128S/96Q/64D/32X Singolare - Doppio - Doppio misto   | Bethanie Mattek-Sands Mike Bryan 7–6(3), 6-1          | Lucie Hradecká Marcin Matkowski       | Timea Bacsinszky Ana Ivanović      | Sara Errani Alison Van Uytvanck Elina Svitolina Garbiñe Muguruza          |

### Giugno
| Settimana          | Torneo | Campionesse                                       | Finaliste                                | Semifinaliste                       | Eliminate ai quarti                                                     |
| ------------------ | --- | ------------------------------------------------- | ---------------------------------------- | ----------------------------------- | ----------------------------------------------------------------------- |
| 8 giugno           | Aegon Open Nottingham 2015 Nottingham, Regno Unito WTA International 250 000 $ - Erba - 32S/32Q/16D Singolare - Doppio             | Ana Konjuh 1-6, 6-4, 6-2                          | Monica Niculescu                         | Agnieszka Radwańska Alison Riske    | Lauren Davis Johanna Konta Yanina Wickmayer Sachia Vickery              |
| 8 giugno           | Aegon Open Nottingham 2015 Nottingham, Regno Unito WTA International 250 000 $ - Erba - 32S/32Q/16D Singolare - Doppio             | Raquel Kops-Jones Abigail Spears 3-6, 6-3, [11-9] | Jocelyn Rae Anna Smith                   | Agnieszka Radwańska Alison Riske    | Lauren Davis Johanna Konta Yanina Wickmayer Sachia Vickery              |
| 8 giugno           | Topshelf Open 2015 's-Hertogenbosch, Paesi Bassi WTA International 250 000 $ - Erba - 32S/16Q/16D Singolare - Doppio               | Camila Giorgi 7-5, 6-3                            | Belinda Bencic                           | Kiki Bertens Jelena Janković        | Jaroslava Švedova Coco Vandeweghe Kristina Mladenovic Annika Beck       |
| 8 giugno           | Topshelf Open 2015 's-Hertogenbosch, Paesi Bassi WTA International 250 000 $ - Erba - 32S/16Q/16D Singolare - Doppio               | Asia Muhammad Laura Siegemund 6-3, 7-5            | Jelena Janković Anastasija Pavljučenkova | Kiki Bertens Jelena Janković        | Jaroslava Švedova Coco Vandeweghe Kristina Mladenovic Annika Beck       |
| 15 giugno          | AEGON Classic 2015 Birmingham, Regno Unito WTA Premier 731 000 $ - Erba - 56S/32Q/16D Singolare - Doppio                           | Angelique Kerber 6(5)–7, 6-3, 7–6(4)              | Karolína Plíšková                        | Kristina Mladenovic Sabine Lisicki  | Simona Halep Carla Suárez Navarro Kateřina Siniaková Daniela Hantuchová |
| 15 giugno          | AEGON Classic 2015 Birmingham, Regno Unito WTA Premier 731 000 $ - Erba - 56S/32Q/16D Singolare - Doppio                           | Garbiñe Muguruza Carla Suárez Navarro 6-4, 6-4    | Andrea Hlaváčková Lucie Hradecká         | Kristina Mladenovic Sabine Lisicki  | Simona Halep Carla Suárez Navarro Kateřina Siniaková Daniela Hantuchová |
| 22 giugno          | AEGON International 2015 Eastbourne, Regno Unito WTA Premier 731 000 $ - Erba - 48S/32Q/16D Singolare - Doppio                     | Belinda Bencic 6-4, 4-6, 6-0                      | Agnieszka Radwańska                      | Sloane Stephens Caroline Wozniacki  | Dar'ja Gavrilova Cvetana Pironkova Johanna Konta Andrea Petković        |
| 22 giugno          | AEGON International 2015 Eastbourne, Regno Unito WTA Premier 731 000 $ - Erba - 48S/32Q/16D Singolare - Doppio                     | Caroline Garcia Katarina Srebotnik 7–6(5), 6-2    | Chan Yung-jan Zheng Jie                  | Sloane Stephens Caroline Wozniacki  | Dar'ja Gavrilova Cvetana Pironkova Johanna Konta Andrea Petković        |
| 29 giugno 6 luglio | Torneo di Wimbledon 2015 Londra, Regno Unito Grand Slam 11 174 883 $ - Erba 128S/96Q/64D/16Q/48X Singolare - Doppio - Doppio misto | Serena Williams 6-4, 6-4                          | Garbiñe Muguruza                         | Marija Šarapova Agnieszka Radwańska | Viktoryja Azaranka Coco Vandeweghe Timea Bacsinszky Madison Keys        |
| 29 giugno 6 luglio | Torneo di Wimbledon 2015 Londra, Regno Unito Grand Slam 11 174 883 $ - Erba 128S/96Q/64D/16Q/48X Singolare - Doppio - Doppio misto | Martina Hingis Sania Mirza 5-7, 7–6(4), 7-5       | Ekaterina Makarova Elena Vesnina         | Marija Šarapova Agnieszka Radwańska | Viktoryja Azaranka Coco Vandeweghe Timea Bacsinszky Madison Keys        |
| 29 giugno 6 luglio | Torneo di Wimbledon 2015 Londra, Regno Unito Grand Slam 11 174 883 $ - Erba 128S/96Q/64D/16Q/48X Singolare - Doppio - Doppio misto | Martina Hingis Leander Paes 6-1, 6-1              | Tímea Babos Alexander Peya               | Marija Šarapova Agnieszka Radwańska | Viktoryja Azaranka Coco Vandeweghe Timea Bacsinszky Madison Keys        |

### Luglio
| Settimana | Torneo | Campionesse                                       | Finaliste                        | Semifinaliste                              | Eliminate ai quarti                                                     |
| --------- | --- | ------------------------------------------------- | -------------------------------- | ------------------------------------------ | ----------------------------------------------------------------------- |
| 13 luglio | BRD Bucarest Open 2015 Bucarest, Romania WTA International 250 000 $ - Terra rossa - 32S/32Q/16D Singolare - Doppio      | Anna Karolína Schmiedlová 7–6(3), 6-3             | Sara Errani                      | Monica Niculescu Polona Hercog             | Anna Tatišvili Andreea Mitu Danka Kovinić Aleksandra Krunić             |
| 13 luglio | BRD Bucarest Open 2015 Bucarest, Romania WTA International 250 000 $ - Terra rossa - 32S/32Q/16D Singolare - Doppio      | Oksana Kalašnikova Demi Schuurs 6-2, 6-2          | Andreea Mitu Patricia Maria Țig  | Monica Niculescu Polona Hercog             | Anna Tatišvili Andreea Mitu Danka Kovinić Aleksandra Krunić             |
| 13 luglio | Swedish Open 2015 Båstad, Svezia WTA International 250 000 $ - Terra rossa - 32S/32Q/16D Singolare - Doppio              | Johanna Larsson 6-3, 7–6(2)                       | Mona Barthel                     | Julija Putinceva Lara Arruabarrena         | Klára Koukalová Barbora Strýcová Rebecca Peterson Jana Čepelová         |
| 13 luglio | Swedish Open 2015 Båstad, Svezia WTA International 250 000 $ - Terra rossa - 32S/32Q/16D Singolare - Doppio              | Kiki Bertens Johanna Larsson 7-5, 6-4             | Tatjana Maria Ol'ga Savčuk       | Julija Putinceva Lara Arruabarrena         | Klára Koukalová Barbora Strýcová Rebecca Peterson Jana Čepelová         |
| 20 luglio | Gastein Ladies 2015 Bad Gastein, Austria WTA International 250 000 $ - Terra rossa - 32S/32Q/16D Singolare - Doppio      | Samantha Stosur 3-6, 7–6(3), 6-2                  | Karin Knapp                      | Sara Errani Anna Karolína Schmiedlová      | Daria Kasatkina Polona Hercog Annika Beck Danka Kovinić                 |
| 20 luglio | Gastein Ladies 2015 Bad Gastein, Austria WTA International 250 000 $ - Terra rossa - 32S/32Q/16D Singolare - Doppio      | Danka Kovinić Stephanie Vogt 4-6, 6-4, [10-3]     | Lara Arruabarrena Lucie Hradecká | Sara Errani Anna Karolína Schmiedlová      | Daria Kasatkina Polona Hercog Annika Beck Danka Kovinić                 |
| 20 luglio | Istanbul Cup 2015 Istanbul, Turchia WTA International 250 000 $ - Cemento - 32S/32Q/16D Singolare - Doppio               | Lesja Curenko 7-5, 6-1                            | Urszula Radwańska                | Kirsten Flipkens Magdaléna Rybáriková      | Kateryna Bondarenko Francesca Schiavone Cvetana Pironkova Roberta Vinci |
| 20 luglio | Istanbul Cup 2015 Istanbul, Turchia WTA International 250 000 $ - Cemento - 32S/32Q/16D Singolare - Doppio               | Dar'ja Gavrilova Elina Svitolina 5-7, 6-1, [10-4] | Çağla Büyükakçay Jelena Janković | Kirsten Flipkens Magdaléna Rybáriková      | Kateryna Bondarenko Francesca Schiavone Cvetana Pironkova Roberta Vinci |
| 27 luglio | Baku Cup 2015 Baku, Azerbaigian WTA International 250 000 $ - Cemento - 32S/32Q/16D Singolare - Doppio                   | Margarita Gasparjan 6-3, 5-7, 6-0                 | Patricia Maria Tig               | Anastasija Pavljučenkova Karin Knapp       | Kirsten Flipkens Donna Vekić Evgenija Rodina Aleksandra Panova          |
| 27 luglio | Baku Cup 2015 Baku, Azerbaigian WTA International 250 000 $ - Cemento - 32S/32Q/16D Singolare - Doppio                   | Margarita Gasparjan Aleksandra Panova 6-3, 7-5    | Vitalija D'jačenko Ol'ga Savčuk  | Anastasija Pavljučenkova Karin Knapp       | Kirsten Flipkens Donna Vekić Evgenija Rodina Aleksandra Panova          |
| 27 luglio | Brasil Tennis Cup 2015 Florianópolis, Brasile WTA International 250 000 $ - Terra rossa - 32S/32Q/16D Singolare - Doppio | Teliana Pereira 6-4, 4-6, 6-1                     | Annika Beck                      | Anastasija Sevastova Bethanie Mattek-Sands | María Teresa Torró Flor Laura Siegemund Gabriela Cé Tereza Martincová   |
| 27 luglio | Brasil Tennis Cup 2015 Florianópolis, Brasile WTA International 250 000 $ - Terra rossa - 32S/32Q/16D Singolare - Doppio | Annika Beck Laura Siegemund 6-3, 7-6(1)           | María Irigoyen Paula Kania       | Anastasija Sevastova Bethanie Mattek-Sands | María Teresa Torró Flor Laura Siegemund Gabriela Cé Tereza Martincová   |

### Agosto
| Settimana             | Torneo | Campionesse                                    | Finaliste                                      | Semifinaliste                      | Eliminate ai quarti                                                            |
| --------------------- | --- | ---------------------------------------------- | ---------------------------------------------- | ---------------------------------- | ------------------------------------------------------------------------------ |
| 3 agosto              | Bank of the West Classic 2015 Stanford, Stati Uniti WTA Premier 731 000 $ - Cemento - 28S/32Q/16D Singolare - Doppio     | Angelique Kerber 6-3, 5-7, 6-4                 | Karolína Plíšková                              | Varvara Lepchenko Elina Svitolina  | Mona Barthel Ajla Tomljanović Alison Riske Agnieszka Radwańska                 |
| 3 agosto              | Bank of the West Classic 2015 Stanford, Stati Uniti WTA Premier 731 000 $ - Cemento - 28S/32Q/16D Singolare - Doppio     | Xu Yifan Zheng Saisai 6-1, 6-3                 | Anabel Medina Garrigues Arantxa Parra Santonja | Varvara Lepchenko Elina Svitolina  | Mona Barthel Ajla Tomljanović Alison Riske Agnieszka Radwańska                 |
| 3 agosto              | Citi Open 2015 Washington, Stati Uniti WTA International 250 000 $ - Cemento - 32S/32Q/16D Singolare - Doppio            | Sloane Stephens 6-1, 6-2                       | Anastasija Pavljučenkova                       | Ekaterina Makarova Samantha Stosur | Irina-Camelia Begu Christina McHale Louisa Chirico Monica Niculescu            |
| 3 agosto              | Citi Open 2015 Washington, Stati Uniti WTA International 250 000 $ - Cemento - 32S/32Q/16D Singolare - Doppio            | Belinda Bencic Kristina Mladenovic 7-5, 7–6(7) | Lara Arruabarrena Andreja Klepač               | Ekaterina Makarova Samantha Stosur | Irina-Camelia Begu Christina McHale Louisa Chirico Monica Niculescu            |
| 10 agosto             | Canadian Open 2015 Toronto, Canada WTA Premier 5 2 513 000 $ - Cemento - 56S/64Q/28D Singolare - Doppio                  | Belinda Bencic 7–6(5), 6(4)–7, 3-0 rit.        | Simona Halep                                   | Serena Williams Sara Errani        | Roberta Vinci Ana Ivanović Lesja Curenko Agnieszka Radwańska                   |
| 10 agosto             | Canadian Open 2015 Toronto, Canada WTA Premier 5 2 513 000 $ - Cemento - 56S/64Q/28D Singolare - Doppio                  | Bethanie Mattek-Sands Lucie Šafářová 6-1, 6-2  | Caroline Garcia Katarina Srebotnik             | Serena Williams Sara Errani        | Roberta Vinci Ana Ivanović Lesja Curenko Agnieszka Radwańska                   |
| 17 agosto             | Cincinnati Open 2015 Cincinnati, Stati Uniti WTA Premier 5 2 513 000 $ - Cemento - 56S/48Q/28D Singolare - Doppio        | Serena Williams 6-3, 7–6(5)                    | Simona Halep                                   | Elina Svitolina Jelena Janković    | Ana Ivanović Lucie Šafářová Anastasija Pavljučenkova Anna Karolína Schmiedlová |
| 17 agosto             | Cincinnati Open 2015 Cincinnati, Stati Uniti WTA Premier 5 2 513 000 $ - Cemento - 56S/48Q/28D Singolare - Doppio        | Chan Hao-ching Chan Yung-jan 7-5, 6-4          | Casey Dellacqua Jaroslava Švedova              | Elina Svitolina Jelena Janković    | Ana Ivanović Lucie Šafářová Anastasija Pavljučenkova Anna Karolína Schmiedlová |
| 24 agosto             | Connecticut Open 2015 New Haven, Stati Uniti WTA Premier 731 000 $ - Cemento - 32S/32Q/16D Singolare - Doppio            | Petra Kvitová 6(8)–7, 6-2, 6-2                 | Lucie Šafářová                                 | Lesja Curenko Caroline Wozniacki   | Karolína Plíšková Dominika Cibulková Caroline Garcia Agnieszka Radwańska       |
| 24 agosto             | Connecticut Open 2015 New Haven, Stati Uniti WTA Premier 731 000 $ - Cemento - 32S/32Q/16D Singolare - Doppio            | Julia Görges Lucie Hradecká 6-3, 6-1           | Chuang Chia-jung Liang Chen                    | Lesja Curenko Caroline Wozniacki   | Karolína Plíšková Dominika Cibulková Caroline Garcia Agnieszka Radwańska       |
| 31 agosto 7 settembre | US Open 2015 New York, Stati Uniti Grand Slam 11 517 008 $ - Cemento 128S/128Q/64D/32X Singolare - Doppio - Doppio misto | Flavia Pennetta 7–6(5), 6-2                    | Roberta Vinci                                  | Serena Williams Simona Halep       | Venus Williams Kristina Mladenovic Petra Kvitová Viktoryja Azaranka            |
| 31 agosto 7 settembre | US Open 2015 New York, Stati Uniti Grand Slam 11 517 008 $ - Cemento 128S/128Q/64D/32X Singolare - Doppio - Doppio misto | Martina Hingis Sania Mirza 6-3, 6-3            | Casey Dellacqua Jaroslava Švedova              | Serena Williams Simona Halep       | Venus Williams Kristina Mladenovic Petra Kvitová Viktoryja Azaranka            |
| 31 agosto 7 settembre | US Open 2015 New York, Stati Uniti Grand Slam 11 517 008 $ - Cemento 128S/128Q/64D/32X Singolare - Doppio - Doppio misto | Martina Hingis Leander Paes 6-4, 3-6, [10-7]   | Bethanie Mattek-Sands Sam Querrey              | Serena Williams Simona Halep       | Venus Williams Kristina Mladenovic Petra Kvitová Viktoryja Azaranka            |

### Settembre
| Settimana    | Torneo | Campionesse                                            | Finaliste                           | Semifinaliste                                 | Eliminate ai quarti                                                       |
| ------------ | --- | ------------------------------------------------------ | ----------------------------------- | --------------------------------------------- | ------------------------------------------------------------------------- |
| 14 settembre | Coupe Banque Nationale 2015 Québec, Canada WTA International 250 000 $ - Sintetico indoor - 32S/32Q/16D Singolare - Doppio    | Annika Beck 6-2, 6-2                                   | Jeļena Ostapenko                    | Naomi Broady Mirjana Lučić-Baroni             | Anna Tatišvili Paula Kania Lucie Hradecká Samantha Crawford               |
| 14 settembre | Coupe Banque Nationale 2015 Québec, Canada WTA International 250 000 $ - Sintetico indoor - 32S/32Q/16D Singolare - Doppio    | Barbora Krejčíková An-Sophie Mestach 4-6, 6-3, [12-10] | María Irigoyen Paula Kania          | Naomi Broady Mirjana Lučić-Baroni             | Anna Tatišvili Paula Kania Lucie Hradecká Samantha Crawford               |
| 14 settembre | Japan Women's Open Tennis 2015 Tokyo, Giappone WTA International 250 000 $ - Cemento - 32S/32Q/16D Singolare - Doppio         | Yanina Wickmayer 4-6, 6-3, 6-3                         | Magda Linette                       | Ajla Tomljanović Christina McHale             | Kateryna Bondarenko Madison Brengle Zheng Saisai Hsieh Su-wei             |
| 14 settembre | Japan Women's Open Tennis 2015 Tokyo, Giappone WTA International 250 000 $ - Cemento - 32S/32Q/16D Singolare - Doppio         | Chan Hao-ching Chan Yung-jan 6-1, 6-2                  | Misaki Doi Kurumi Nara              | Ajla Tomljanović Christina McHale             | Kateryna Bondarenko Madison Brengle Zheng Saisai Hsieh Su-wei             |
| 21 settembre | Toray Pan Pacific Open 2015 Tokyo, Giappone WTA Premier 1 000 000 $ - Cemento - 28S/32Q/16D Singolare - Doppio                | Agnieszka Radwańska 6-2, 6-2                           | Belinda Bencic                      | Caroline Wozniacki Dominika Cibulková         | Angelique Kerber Garbiñe Muguruza Karolína Plíšková Ana Ivanović          |
| 21 settembre | Toray Pan Pacific Open 2015 Tokyo, Giappone WTA Premier 1 000 000 $ - Cemento - 28S/32Q/16D Singolare - Doppio                | Garbiñe Muguruza Carla Suárez Navarro 7-5, 6-1         | Chan Hao-ching Chan Yung-jan        | Caroline Wozniacki Dominika Cibulková         | Angelique Kerber Garbiñe Muguruza Karolína Plíšková Ana Ivanović          |
| 21 settembre | Korea Open 2015 Seul, Corea del sud WTA International 500 000 $ - Cemento - 32S/32Q/16D Singolare - Doppio                    | Irina-Camelia Begu 6-3, 6-1                            | Aljaksandra Sasnovič                | Alison Van Uytvanck Anna Karolína Schmiedlová | Johanna Larsson Elizaveta Kulichkova Sloane Stephens Mona Barthel         |
| 21 settembre | Korea Open 2015 Seul, Corea del sud WTA International 500 000 $ - Cemento - 32S/32Q/16D Singolare - Doppio                    | Lara Arruabarrena Andreja Klepač 2-6, 6-3, [10-6]      | Kiki Bertens Johanna Larsson        | Alison Van Uytvanck Anna Karolína Schmiedlová | Johanna Larsson Elizaveta Kulichkova Sloane Stephens Mona Barthel         |
| 21 settembre | Guangzhou International Women's Open 2015 Canton, Cina WTA International 250 000 $ - Cemento - 32S/32Q/16D Singolare - Doppio | Jelena Janković 6-2, 6-0                               | Denisa Allertová                    | Sara Errani Yanina Wickmayer                  | Simona Halep Zheng Saisai Svetlana Kuznecova Monica Niculescu             |
| 21 settembre | Guangzhou International Women's Open 2015 Canton, Cina WTA International 250 000 $ - Cemento - 32S/32Q/16D Singolare - Doppio | Martina Hingis Sania Mirza 6-3, 6-1                    | Xu Shilin You Xiaodi                | Sara Errani Yanina Wickmayer                  | Simona Halep Zheng Saisai Svetlana Kuznecova Monica Niculescu             |
| 28 settembre | Dongfeng Motor Wuhan Open 2015 Wuhan, Cina WTA Premier 5 2 513 000 $ - Cemento - 56S/32Q/16D Singolare - Doppio               | Venus Williams 6-3, 3-0 r.                             | Garbiñe Muguruza                    | Roberta Vinci Angelique Kerber                | Johanna Konta Karolína Plíšková Anna Karolína Schmiedlová Coco Vandeweghe |
| 28 settembre | Dongfeng Motor Wuhan Open 2015 Wuhan, Cina WTA Premier 5 2 513 000 $ - Cemento - 56S/32Q/16D Singolare - Doppio               | Martina Hingis Sania Mirza 6-2, 6-3                    | Irina-Camelia Begu Monica Niculescu | Roberta Vinci Angelique Kerber                | Johanna Konta Karolína Plíšková Anna Karolína Schmiedlová Coco Vandeweghe |
| 28 settembre | Tashkent Open 2015 Tashkent, Uzbekistan WTA International 250 000 $ - Cemento - 32S/32Q/16D Singolare - Doppio                | Nao Hibino 6-2, 6-2                                    | Donna Vekić                         | Bojana Jovanovski Evgeniya Rodina             | Annika Beck Kateryna Kozlova Johanna Larsson Anna-Lena Friedsam           |
| 28 settembre | Tashkent Open 2015 Tashkent, Uzbekistan WTA International 250 000 $ - Cemento - 32S/32Q/16D Singolare - Doppio                | Margarita Gasparjan Aleksandra Panova 6-1, 3-6, [10-3] | Vera Duševina Kateřina Siniaková    | Bojana Jovanovski Evgeniya Rodina             | Annika Beck Kateryna Kozlova Johanna Larsson Anna-Lena Friedsam           |

### Ottobre
| Settimana  | Torneo | Campionesse                                        | Finaliste                                      | Semifinaliste                       | Eliminate ai quarti                                                                                 |
| ---------- | --- | -------------------------------------------------- | ---------------------------------------------- | ----------------------------------- | --------------------------------------------------------------------------------------------------- |
| 5 ottobre  | China Open 2015 Pechino, China WTA Premier Mandatory 6 157 160 $ - Cemento - 60S/32Q/28D Singolare - Doppio                     | Garbiñe Muguruza 7-5, 6-4                          | Timea Bacsinszky                               | Agnieszka Radwańska Ana Ivanović    | Bethanie Mattek-Sands Angelique Kerber Anastasija Pavljučenkova Sara Errani                         |
| 5 ottobre  | China Open 2015 Pechino, China WTA Premier Mandatory 6 157 160 $ - Cemento - 60S/32Q/28D Singolare - Doppio                     | Martina Hingis Sania Mirza 6(9)–7, 6-1, [10-8]     | Chan Hao-ching Chan Yung-jan                   | Agnieszka Radwańska Ana Ivanović    | Bethanie Mattek-Sands Angelique Kerber Anastasija Pavljučenkova Sara Errani                         |
| 12 ottobre | Tianjin Open 2015 Tientsin, Cina WTA International 500 000 $ - Cemento - 32S/32Q/16D Singolare - Doppio                         | Agnieszka Radwańska 6-1, 6-2                       | Danka Kovinić                                  | Bojana Jovanovski Karolína Plíšková | Duan Yingying Kristina Mladenovic Tímea Babos Elizaveta Kuličkova                                   |
| 12 ottobre | Tianjin Open 2015 Tientsin, Cina WTA International 500 000 $ - Cemento - 32S/32Q/16D Singolare - Doppio                         | Xu Yifan Zheng Saisai 6-2, 3-6, [10-8]             | Darija Jurak Nicole Melichar                   | Bojana Jovanovski Karolína Plíšková | Duan Yingying Kristina Mladenovic Tímea Babos Elizaveta Kuličkova                                   |
| 12 ottobre | Hong Kong Open 2015 Hong Kong, Cina WTA International 250 000 $ - Cemento - 32S/32Q/16D Singolare - Doppio                      | Jelena Janković 3-6, 7–6(4), 6-1                   | Angelique Kerber                               | Venus Williams Samantha Stosur      | Alizé Cornet Daria Gavrilova Heather Watson Caroline Garcia                                         |
| 12 ottobre | Hong Kong Open 2015 Hong Kong, Cina WTA International 250 000 $ - Cemento - 32S/32Q/16D Singolare - Doppio                      | Alizé Cornet Jaroslava Švedova 7-5, 6-4            | Lara Arruabarrena Vecino Andreja Klepač        | Venus Williams Samantha Stosur      | Alizé Cornet Daria Gavrilova Heather Watson Caroline Garcia                                         |
| 12 ottobre | Generali Ladies Linz 2015 Linz, Austria WTA International 250 000 $ - Cemento indoor - 32S/32Q/16D Singolare - Doppio           | Anastasija Pavljučenkova 6-4, 6-3                  | Anna-Lena Friedsam                             | Johanna Larsson Kirsten Flipkens    | Margarita Gasparyan Madison Brengle Aleksandra Krunić Denisa Allertová                              |
| 12 ottobre | Generali Ladies Linz 2015 Linz, Austria WTA International 250 000 $ - Cemento indoor - 32S/32Q/16D Singolare - Doppio           | Raquel Kops-Jones Abigail Spears 6-3, 7-5          | Andrea Hlaváčková Lucie Hradecká               | Johanna Larsson Kirsten Flipkens    | Margarita Gasparyan Madison Brengle Aleksandra Krunić Denisa Allertová                              |
| 18 ottobre | Kremlin Cup 2015 Mosca, Russia WTA Premier 731 000 $ - Cemento indoor - 28S/32Q/16D Singolare - Doppio                          | Svetlana Kuznecova 6-2, 6-1                        | Anastasija Pavljučenkova                       | Lesja Curenko Dar'ja Kasatkina      | Flavia Pennetta Anastasija Sevastova Carla Suárez Navarro Margarita Gasparjan                       |
| 18 ottobre | Kremlin Cup 2015 Mosca, Russia WTA Premier 731 000 $ - Cemento indoor - 28S/32Q/16D Singolare - Doppio                          | Dar'ja Kasatkina Elena Vesnina 6-3, 6(7)–7, [10-5] | Irina-Camelia Begu Monica Niculescu            | Lesja Curenko Dar'ja Kasatkina      | Flavia Pennetta Anastasija Sevastova Carla Suárez Navarro Margarita Gasparjan                       |
| 18 ottobre | BGL Luxembourg Open 2015 Lussemburgo, Lussemburgo WTA International 250 000 $ - Cemento indoor - 32S/32Q/16D Singolare - Doppio | Misaki Doi 6-4, 6(7)–7, 6-0                        | Mona Barthel                                   | Stefanie Vögele Alison Van Uytvanck | Laura Siegemund Mirjana Lučić-Baroni Jelena Janković Barbora Strýcová                               |
| 18 ottobre | BGL Luxembourg Open 2015 Lussemburgo, Lussemburgo WTA International 250 000 $ - Cemento indoor - 32S/32Q/16D Singolare - Doppio | Mona Barthel Laura Siegemund 6-2, 7–6(2)           | Anabel Medina Garrigues Arantxa Parra Santonja | Stefanie Vögele Alison Van Uytvanck | Laura Siegemund Mirjana Lučić-Baroni Jelena Janković Barbora Strýcová                               |
| 26 ottobre | WTA Finals 2015 Singapore Torneo di fine anno 7 000 000 $ - Cemento indoor - 8S (RR)/8D Singolare - Doppio                      | Agnieszka Radwańska 6-2, 4-6, 6-3                  | Petra Kvitová                                  | Marija Šarapova Garbiñe Muguruza    | Round Robin Gruppo Rosso Simona Halep Flavia Pennetta Gruppo Bianco Lucie Šafářová Angelique Kerber |
| 26 ottobre | WTA Finals 2015 Singapore Torneo di fine anno 7 000 000 $ - Cemento indoor - 8S (RR)/8D Singolare - Doppio                      | Martina Hingis Sania Mirza 6-0, 6-3                | Garbiñe Muguruza Carla Suárez Navarro          | Marija Šarapova Garbiñe Muguruza    | Round Robin Gruppo Rosso Simona Halep Flavia Pennetta Gruppo Bianco Lucie Šafářová Angelique Kerber |

### Novembre
| Settimana  | Torneo | Campionesse                    | Finaliste                                      | Semifinaliste                 | Eliminate ai quarti |
| ---------- | --- | ------------------------------ | ---------------------------------------------- | ----------------------------- | --- |
| 2 novembre | WTA Elite Trophy 2015 Zhuhai, China Torneo di fine anno 2 150 000 $ – Cemento indoor – 12S (RR)/6D (RR) Singolare - Doppio | Venus Williams 7-5, 7–6(5)     | Karolína Plíšková                              | Roberta Vinci Elina Svitolina | Round Robin Madison Keys Zheng Saisai Carla Suárez Navarro Andrea Petković Sara Errani Jelena Janković Caroline Wozniacki Svetlana Kuznecova Anna Karolína Schmiedlová |
| 2 novembre | WTA Elite Trophy 2015 Zhuhai, China Torneo di fine anno 2 150 000 $ – Cemento indoor – 12S (RR)/6D (RR) Singolare - Doppio | Liang Chen Wang Yafan 6–4, 6–3 | Anabel Medina Garrigues Arantxa Parra Santonja | Roberta Vinci Elina Svitolina | Round Robin Madison Keys Zheng Saisai Carla Suárez Navarro Andrea Petković Sara Errani Jelena Janković Caroline Wozniacki Svetlana Kuznecova Anna Karolína Schmiedlová |
| 9 novembre | Fed Cup 2015 - Finale Praga, Rep. Ceca, Cemento indoor                                                                     | Rep. Ceca 3-2                  | Russia                                         |                               | |

## Distribuzione punti
| Descrizione                | W     | F     | SF   | QF                                                                       | R16                                                                      | R32                                                                      | R64                                                                      | R128                                                                     | QLFR                                                                     | Q3                                                                       | Q2 | Q1 |
| -------------------------- | ----- | ----- | ---- | ------------------------------------------------------------------------ | ------------------------------------------------------------------------ | ------------------------------------------------------------------------ | ------------------------------------------------------------------------ | ------------------------------------------------------------------------ | ------------------------------------------------------------------------ | ------------------------------------------------------------------------ | -- | -- |
| Grand Slam (S)             | 2000  | 1300  | 780  | 430                                                                      | 240                                                                      | 130                                                                      | 70                                                                       | 10                                                                       | 40                                                                       | 30                                                                       | 20 | 2  |
| Grand Slam (D)             | 2000  | 1300  | 780  | 430                                                                      | 240                                                                      | 130                                                                      | 10                                                                       | -                                                                        | 48                                                                       | -                                                                        | -  | -  |
| WTA Tour Championships (S) | 1500* | 1050* | 690* | (160 per ogni match del girone vinto 70 per ogni match del girone perso) | (160 per ogni match del girone vinto 70 per ogni match del girone perso) | (160 per ogni match del girone vinto 70 per ogni match del girone perso) | (160 per ogni match del girone vinto 70 per ogni match del girone perso) | (160 per ogni match del girone vinto 70 per ogni match del girone perso) | (160 per ogni match del girone vinto 70 per ogni match del girone perso) | (160 per ogni match del girone vinto 70 per ogni match del girone perso) | -  | -  |
| WTA Tour Championships (D) | 1500  | 1050  | 690  | 460                                                                      | -                                                                        | -                                                                        | -                                                                        | -                                                                        | -                                                                        | -                                                                        | -  | -  |
| Premier Mandatory (96S)    | 1000  | 650   | 390  | 215                                                                      | 120                                                                      | 65                                                                       | 35                                                                       | 10                                                                       | 30                                                                       | -                                                                        | 20 | 2  |
| Premier Mandatory (64S)    | 1000  | 650   | 390  | 215                                                                      | 120                                                                      | 65                                                                       | 10                                                                       | -                                                                        | 30                                                                       | -                                                                        | 20 | 2  |
| Premier Mandatory (28/32D) | 1000  | 650   | 390  | 215                                                                      | 120                                                                      | 10                                                                       | -                                                                        | -                                                                        | -                                                                        | -                                                                        | -  | -  |
| Premier 5 (56S)            | 900   | 585   | 350  | 190                                                                      | 105                                                                      | 60                                                                       | 1                                                                        | -                                                                        | 30                                                                       | 20                                                                       | 12 | 1  |
| Premier 5 (28D)            | 900   | 585   | 350  | 190                                                                      | 105                                                                      | 1                                                                        | -                                                                        | -                                                                        | -                                                                        | -                                                                        | -  | -  |
| WTA Elite Trophy           | 700*  | 440*  | 240* | (80 per ogni match del girone vinto 40 per ogni match del girone perso)  | (80 per ogni match del girone vinto 40 per ogni match del girone perso)  | (80 per ogni match del girone vinto 40 per ogni match del girone perso)  | (80 per ogni match del girone vinto 40 per ogni match del girone perso)  | (80 per ogni match del girone vinto 40 per ogni match del girone perso)  | (80 per ogni match del girone vinto 40 per ogni match del girone perso)  | (80 per ogni match del girone vinto 40 per ogni match del girone perso)  | -  | -  |
| Premier (56S)              | 470   | 305   | 185  | 100                                                                      | 55                                                                       | 30                                                                       | 1                                                                        | -                                                                        | 12                                                                       | -                                                                        | 8  | 1  |
| Premier (32S)              | 470   | 305   | 185  | 100                                                                      | 55                                                                       | 1                                                                        | -                                                                        | -                                                                        | 25                                                                       | 16                                                                       | 10 | 1  |
| Premier (16D)              | 470   | 305   | 185  | 100                                                                      | 1                                                                        | -                                                                        | -                                                                        | -                                                                        | -                                                                        | -                                                                        | -  | -  |
| International (56S)        | 280   | 180   | 110  | 60                                                                       | 30                                                                       | 15                                                                       | 1                                                                        | -                                                                        | 10                                                                       | -                                                                        | 6  | 1  |
| International (32S)        | 280   | 180   | 110  | 60                                                                       | 30                                                                       | 1                                                                        | -                                                                        | -                                                                        | 18                                                                       | 14                                                                       | 10 | 1  |
| International (16D)        | 280   | 180   | 110  | 60                                                                       | 1                                                                        | -                                                                        | -                                                                        | -                                                                        | -                                                                        | -                                                                        | -  | -  |

- Quota punti vinta con nessuna partita persa nel round robin.

## Ranking a fine anno
Nella tabella riportata sono presenti le prime dieci tenniste a fine stagione.

### Singolare
| #   | Giocatrice          | Punti | Rank. 2014 | /       |
| 1.  | Serena Williams     | 9.945 | 1          | Stabile |
| 2.  | Simona Halep        | 6.060 | 3          | 1       |
| 3.  | Garbiñe Muguruza    | 5.200 | 21         | 18      |
| 4.  | Maria Sharapova     | 5.011 | 2          | 2       |
| 5.  | Agnieszka Radwańska | 4.500 | 6          | 1       |
| 6.  | Petra Kvitová       | 4.220 | 4          | 2       |
| 7.  | Venus Williams      | 3.790 | 19         | 12      |
| 8.  | Flavia Pennetta     | 3.621 | 13         | 5       |
| 9.  | Lucie Šafářová      | 3.590 | 17         | 8       |
| 10. | Angelique Kerber    | 3.590 | 10         | Stabile |

 S. Williams ha occupato saldamente la prima posizione per tutta la durata della stagione per il secondo anno consecutivo.

### Doppio
| #   | Giocatrice            | Punti  | Rank. 2014 | /   |
| 1.  | Sania Mirza           | 11.355 | 6          | 5   |
| 2.  | Martina Hingis        | 11.355 | 11         | 9   |
| 3.  | Bethanie Mattek-Sands | 7.450  | 268        | 265 |
| 4.  | Lucie Šafářová        | 6.866  | 29         | 25  |
| 5.  | Casey Dellacqua       | 5.835  | 31         | 26  |
| 6.  | Yaroslava Shvedova    | 5.720  | 24         | 18  |
| 7.  | Latisha Chan          | 5.570  | 36         | 29  |
| 8.  | Elena Vesnina         | 5.500  | 7          | 1   |
| 9.  | Kristina Mladenovic   | 5.000  | 17         | 8   |
| 10. | Ekaterina Makarova    | 4.630  | 7          | 3   |

Nel corso della stagione tre tenniste, di cui una coppia, hanno occupato la prima posizione:
- Vinci /  Errani = fine 2014 – 12 aprile 2015
- Mirza = 13 aprile – fine anno